# Peirosauridae
Los peirosáuridos (Peirosauridae) son una familia de arcosaurios cocodriloformos neosuquios que vivieron a finales del Período Cretácico en lo que es hoy Sudamérica y África. Se la define como el clado más inclusivo que contiene a Peirosaurus  torminni  (Price, 1955) pero no a Araripesuchus  gomesii (Price, 1959), Simosuchus  clarki (Buckley et al., 2000), Notosuchus terrestris (Woodward, 1896), Baurusuchus pachecoi (Price ,1945), ni a Crocodylus niloticus (Laurenti, 1768). El registro más antiguo se encontró es Moltealtosuchus de la Formación Adamantina de los depósitos de Bauru hace 96 millones de años, en el Turoniense, y el último es  Peirosaurus de la Formación Marília, también en Brasil, hace 65 millones de años en el Maastrichtiense. Además de estos géneros en el Brasil se conocen Uberabasuchus y Itasuchus, Lomasuchus de la Argentina del Grupo Río Colorado y el único considerado por fuera de Sudamérica es  Mahajangasuchus de la Formación Maevarano de Madagascar. Sin embargo, todos los análisis filogenéticos más recientes sitúan a Mahajangasuchus en su propia familia, Mahajangasuchidae, junto con el recientemente nombrado Kaprosuchus. Este constituía un grupo de cocodrilos terrestres que evolucionaron a formas similares a perros siendo carnívoros terrestres.

## Géneros
La siguiente lista de géneros sigue a Martinelli et al., 2012 a menos que se señale lo contrario.
- Barcinosuchus del Aptiense - Albiense de Argentina.
- Bayomesasuchus del Turoniense - Cenomaniense de Argentina.[5]
- Gasparinisuchus del Santoniense - Campaniense de Argentina.
- Hamadasuchus del Albiano - Cenomaniense de Marruecos.
- Itasuchus del Maastrichtiense superior de Brasil.
- Lomasuchus del Santoniano de Argentina.
- Montealtosuchus del Turoniense - Santoniano de Brasil.
- Peirosaurus del Maastrichtiano superior de Brasil.
- Pepesuchus del Campaniano - Maastrichtiano de Brasil.
- Rukwasuchus[6] del Cenomaniense de Tanzania.
- Uberabasuchus del Maastrichtiano superior de Brasil.